# Responsabilité limitée (film)
Pour l’article homonyme, voir Responsabilité limitée.

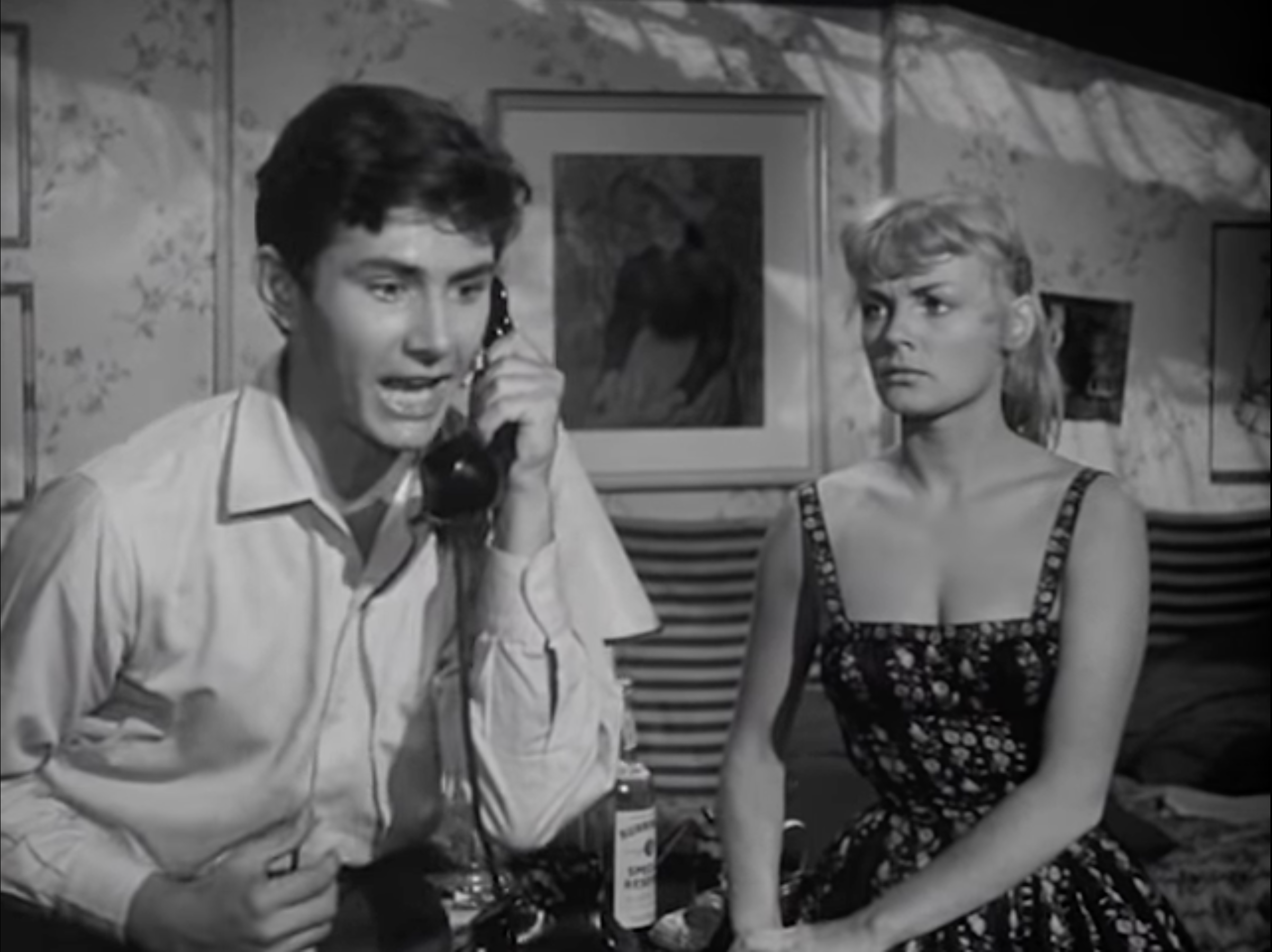
Enrico Olivieri et Etchika Choureau dans une scène du film.

Responsabilité limitée (I colpevoli) est un film italien réalisé par Turi Vasile et sorti en 1957.

## Synopsis
Valerio Rossello est un juge à la mentalité rigide et intransigeante. Il est marié à Lucia, une femme qui est une mère aimante et protectrice. De leur union naît un seul enfant : Maurizio. Les deux parents l'élèvent de manière complètement différente, soulignant leurs différences de caractère. Jusqu'au jour où Maurizio, adolescent, commet avec un ami une agression pour des raisons futiles contre un pompiste. Ayant appris l'incident, Valerio et Lucia vont affronter la situation d'une manière diamétralement opposée. Les conflits au sein de la famille refont ainsi fortement surface, et les erreurs des deux parents dans l'éducation de leur enfant resurgissent. La décision finale, aussi douloureuse soit-elle, sera partagée par tous.

## Fiche technique
- Titre original : I colpevoli
- Réalisation : Turi Vasile
- Scénario : d'après la pièce Sulle strade di notte de Renato Lelli[1]
- Photographie : Roberto Gerardi
- Musique : Carlo Innocenzi
- Date de sortie : 
  - Italie : 1957

## Distribution

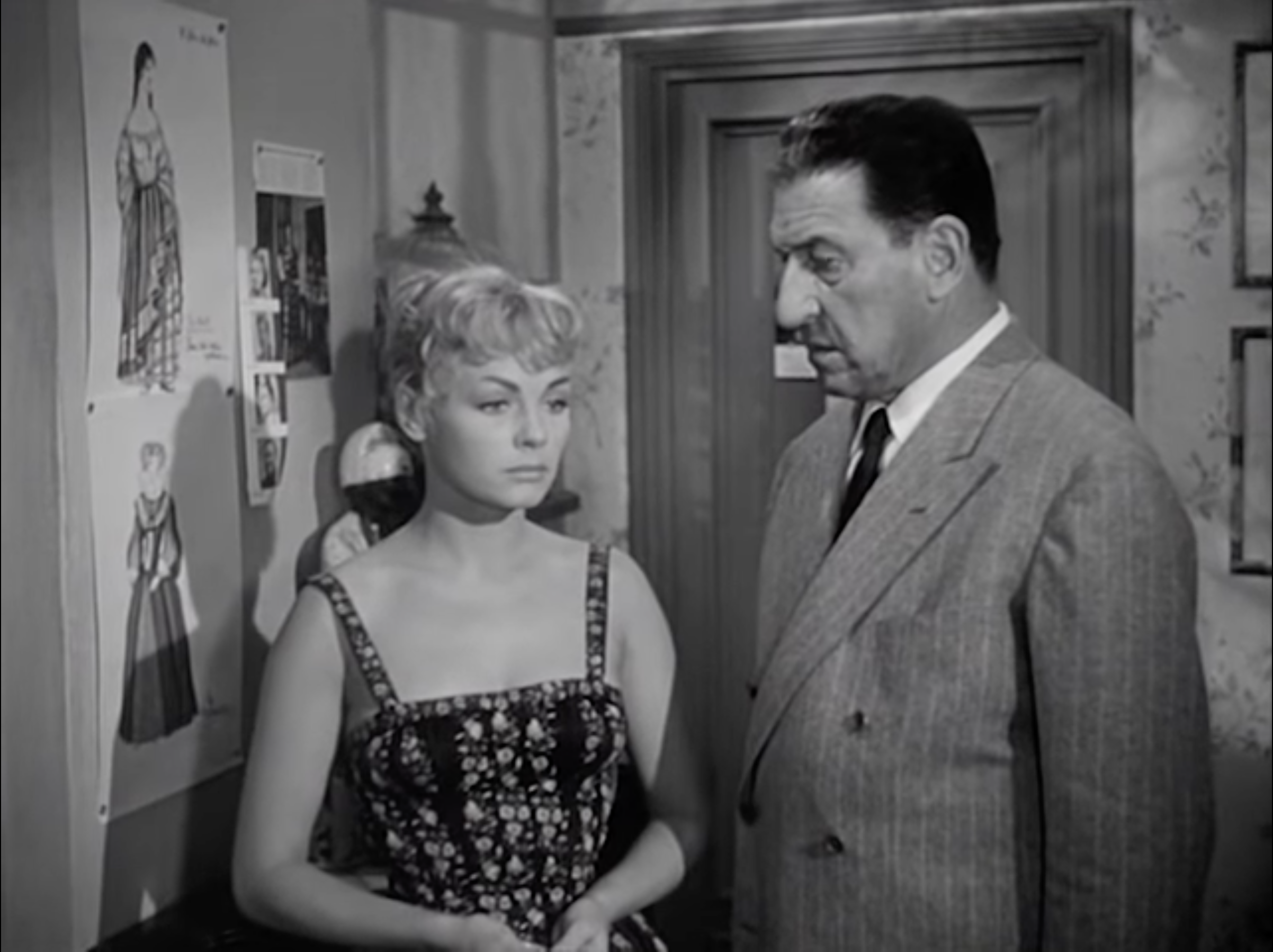
Etchika Choureau et Carlo Ninchi.

- Isa Miranda : Lucia Rossello
- Carlo Ninchi : Valerio Rossello
- Vittorio De Sica : Giorgio
- Etchika Choureau : Sandra
- Helene Partello : Susanna
- Enrico Olivieri
- Wandisa Guida